# BET Award for Dr. Bobby Jones Best Gospel/Inspirational Award
Der BET Award for Dr. Bobby Jones Best Gospel/Inspirational Award wird jährlich im Rahmen der BET Awards von Black Entertainment Television vergeben. Der Award richtet sich an Musiker und Gruppen der Musikrichtung Gospel. Früher hieß der Preis BET Award for Best Gospel Artist und bekam seinen heutigen Namen 2017 in Anerkennung für den BET-Musikmoderator Bobby Jones, der seit 1980 mehrere Radio- und Fernsehsendungen zum Thema Gospel moderierte.
Kirk Franklin gewann den Preis sechs Mal. Auch an Nominierungen liegt er mit insgesamt 15 weit vorne.

## Gewinner und Nominierte
Die Siegerinnen sind hervorgehoben und in Fettschrift.

### 2000er
| Jahr              | Künstler | Ref |
| ----------------- | -------- | --- |
| 2001              |          |     |
| Donnie McClurkin  |          |     |
| Yolanda Adams     |          |     |
| Kirk Franklin     |          |     |
| Mary Mary         |          |     |
| Hezekiah Walker   |          |     |
| 2002              |          |     |
| Yolanda Adams     |          |     |
| Kurt Carr         |          |     |
| Kirk Franklin     |          |     |
| Fred Hammond      |          |     |
| CeCe Winans       |          |     |
| 2003              |          |     |
| Yolanda Adams     |          |     |
| Kirk Franklin     |          |     |
| Donnie McClurkin  |          |     |
| Smokie Norful     |          |     |
| Tonéx             |          |     |
| 2004              |          |     |
| Yolanda Adams     |          |     |
| Byron Cage        |          |     |
| Donnie McClurkin  |          |     |
| Smokie Norful     |          |     |
| Vickie Winans     |          |     |
| 2005              |          |     |
| Donnie McClurkin  |          |     |
| Fred Hammond      |          |     |
| Ruben Studdard    |          |     |
| Kanye West        |          |     |
| CeCe Winans       |          |     |
| 2006              |          |     |
| Kirk Franklin     |          |     |
| Yolanda Adams     |          |     |
| Mary Mary         |          |     |
| Smokie Norful     |          |     |
| CeCe Winans       |          |     |
| 2007              |          |     |
| Kirk Franklin     |          |     |
| Shirley Caesar    |          |     |
| Fred Hammond      |          |     |
| Dave Hollister    |          |     |
| Mary Mary         |          |     |
| 2008              |          |     |
| Marvin Sapp       |          |     |
| The Clark Sisters |          |     |
| Kirk Franklin     |          |     |
| Deitrick Haddon   |          |     |
| Trin-I-Tee 5:7    |          |     |
| 2009              |          |     |
| Mary Mary         |          |     |
| Regina Belle      |          |     |
| Shirley Caesar    |          |     |
| Smokie Norful     |          |     |
| Trin-I-Tee 5:7    |          |     |

### 2010er
| Jahr                                                            | Künstler                        | Lied (ab 2017) | Ref |
| --------------------------------------------------------------- | ------------------------------- | -------------- | --- |
| 2010                                                            |                                 |                |     |
| Marvin Sapp                                                     |                                 |                |     |
| The Anointed Pace Sisters                                       |                                 |                |     |
| Kirk Franklin Presents Artists United For Haiti                 |                                 |                |     |
| Tamela Mann                                                     |                                 |                |     |
| Vickie Winans                                                   |                                 |                |     |
| 2011                                                            |                                 |                |     |
| Mary Mary                                                       |                                 |                |     |
| Byron Cage                                                      |                                 |                |     |
| Deitrick Haddon                                                 |                                 |                |     |
| Karen Clark Sheard                                              |                                 |                |     |
| BeBe & CeCe Winans                                              |                                 |                |     |
| 2012                                                            |                                 |                |     |
| Yolanda Adams                                                   |                                 |                |     |
| Kim Burrell                                                     |                                 |                |     |
| James Fortune & FIYA                                            |                                 |                |     |
| Fred Hammond                                                    |                                 |                |     |
| Trin-I-Tee 5:7                                                  |                                 |                |     |
| 2013                                                            |                                 |                |     |
| Mary Mary                                                       |                                 |                |     |
| Deitrick Haddon                                                 |                                 |                |     |
| Lecrae                                                          |                                 |                |     |
| Tamela Mann                                                     |                                 |                |     |
| Marvin Sapp                                                     |                                 |                |     |
| 2014                                                            |                                 |                |     |
| Tamela Mann                                                     |                                 |                |     |
| Erica Campbell                                                  |                                 |                |     |
| Donnie McClurkin                                                |                                 |                |     |
| Tye Tribbett                                                    |                                 |                |     |
| Hezekiah Walker                                                 |                                 |                |     |
| 2015                                                            |                                 |                |     |
| Lecrae                                                          |                                 |                |     |
| Erica Campbell                                                  |                                 |                |     |
| Deitrick Haddon                                                 |                                 |                |     |
| Fred Hammond                                                    |                                 |                |     |
| Mali Music                                                      |                                 |                |     |
| Michelle Williams                                               |                                 |                |     |
| 2016                                                            |                                 |                |     |
| Kirk Franklin                                                   |                                 |                |     |
| Erica Campbell                                                  |                                 |                |     |
| Anthony Brown & Group TherAPy                                   |                                 |                |     |
| Tasha Cobbs                                                     |                                 |                |     |
| Lecrae                                                          |                                 |                |     |
| Tamela Mann                                                     |                                 |                |     |
| 2017                                                            |                                 |                |     |
| Lecrae                                                          | Can't Stop Me Now (Destination) | [ 1 ]          |     |
| Fantasia feat. Tye Tribbett                                     |                                 | [ 1 ]          |     |
| Kirk Franklin (feat. Sarah Reeves, Tasha Cobbs und Tamela Mann) | My World Needs You              | [ 1 ]          |     |
| Tamela Mann                                                     | God Provides                    | [ 1 ]          |     |
| CeCe Winans                                                     | Never Have to Be Alone          | [ 1 ]          |     |
| 2018                                                            |                                 | [ 1 ]          |     |
| Lecrae (feat. Tori Kelly)                                       | I'll Find You                   | [ 1 ]          |     |
| Marvin Sapp                                                     | Close                           | [ 1 ]          |     |
| Ledisi & Kirk Franklin                                          | If You Don't Mind               | [ 1 ]          |     |
| Snoop Dogg (feat. Rance Allen)                                  | Words Are Few                   | [ 1 ]          |     |
| Tasha Cobbs Leonard (feat. Nicki Minaj)                         | I'm Getting Ready               | [ 1 ]          |     |
| 2019                                                            |                                 | [ 1 ]          |     |
| Snoop Dogg feat. Rance Allen                                    | Blessing Me Again               | [ 2 ]          |     |
| Erica Campbell (feat. Wayne Campbell)                           | All of My Life                  | [ 2 ]          |     |
| Fred Hammond                                                    | Tell Me Where It Hurts          | [ 2 ]          |     |
| Kirk Franklin                                                   | Love Theory                     | [ 2 ]          |     |
| Tori Kelly (feat. Kirk Franklin)                                | Never Alone                     | [ 2 ]          |     |

### 2020er
| Jahr                                              | Künstler                    | Lied  | Ref |
| ------------------------------------------------- | --------------------------- | ----- | --- |
| 2020                                              |                             |       |     |
| Kirk Franklin                                     | Just for Me                 |       |     |
| Fred Hammond                                      | Alright                     |       |     |
| John P. Kee (feat. Zacardi Cortez)                | All of My Life              |       |     |
| Kanye West                                        | Follow God                  |       |     |
| PJ Morton (feat, Le'Andria Johnson und Mary Mary) | All In His Pain             |       |     |
| The Clark Sisters                                 | Victory                     |       |     |
| 2021                                              |                             |       |     |
| Kirk Franklin                                     | Strong God                  |       |     |
| BeBe Winans                                       | In Jesus Name               |       |     |
| CeCe Winans                                       | Never Lost                  |       |     |
| H.E.R.                                            | Hold Us Together            |       |     |
| Marvin Sapp                                       | Thank You for It All        |       |     |
| Tamela Mann                                       | Touch from You              |       |     |
| 2022                                              |                             |       |     |
| Kirk Franklin and Lil Baby                        | We Win                      | [ 3 ] |     |
| Kanye West                                        | Come to Life                | [ 3 ] |     |
| Kelly Price                                       | Grace                       | [ 3 ] |     |
| Fred Hammond                                      | Hallelujah                  | [ 3 ] |     |
| H.E.R. and Tauren Wells                           | Hold Us Together (Hope Mix) | [ 3 ] |     |
| Elevation Worship and Maverick City Music         | Jireh                       | [ 3 ] |     |
| Marvin Sapp                                       | All in Your Hands           | [ 3 ] |     |

## Mehrfachsieger- und Nominierungen

### Siege
6 Siege
- Kirk Franklin

4 Siege
- Yolanda Adams

3 Siege
- Mary Mary
- Lecrae

2 Siege
- Donnie McClurkin
- Marvin Sapp

### Nominierungen
15 Nominierungen
- Kirk Franklin

8 Nominierungen
- Fred Hammond

7 Nominierungen
- Tamela Mann
- Mary Mary

6 Nominierungen
- Marvin Sapp
- CeCe Winans

5 Nominierungen
- Yolanda Adams
- Lecrae
- Donnie McClurkin

4 Nominierungen
- Deitrick Haddon
- Smokie Norful

3 Nominierungen
- Erica Campbell
- Trin-I-Tee 5:7
- Kanye West

2 Nominierungen
- Shirley Caesar
- Byron Cage
- Tasha Cobbs
- The Clark Sisters
- H.E.R.
- Tye Tribbett
- Hezekiah Walker
- Vickie Winans